# Gerald Goddard
Gerald Sydney Goddard (Pretoria, 22 novembre 1920 – Johannesburg, 2 aprile 1986) è stato un pallanuotista sudafricano.
Ha fatto parte del Sudafrica che ha disputato il torneo di pallanuoto ai Giochi di Helsinki 1952.